# Quanta Plus
Quanta Plus — свободный HTML Редактор, входивший в состав KDE3 в пакете kdewebdev. Поддерживает HTML, XHTML, CSS, XML, PHP и другие XML-Based и скриптовые языки. В настоящее время практически вытеснена другими средствами разработки, в частности другим более универсальным и до сих пор входящим в состав KDE IDE — KDevelop.

## Редактирование текста и кода
Quanta Plus поддерживает богатые возможности для создания и редактирования кода и текста, как то:
- автоматический ввод основных HTML тегов и их атрибутов;
- подсветка синтаксиса;
- автодополнение кода;
- визуальный редактор Web-форм и страниц;
- предварительный просмотр Web-страницы;
- поиск и замену (в том числе с использованием регулярных выражений);
- проверку орфографии;
- сворачивание логических блоков.

## Отладка кода
Ограниченно поддерживается отладка для некоторых версий PHP и валидация HTML кода.

## Управление проектами
Программа также имеет встроенные средства управления проектами
- ведение дерева файлов проекта
- интегрированный файловым менеджером (облегчённый вариант konqueror)
- и поддержкой работы с системами контроля и управления версиями CVS и Subversion

и другие.